# CA15-3

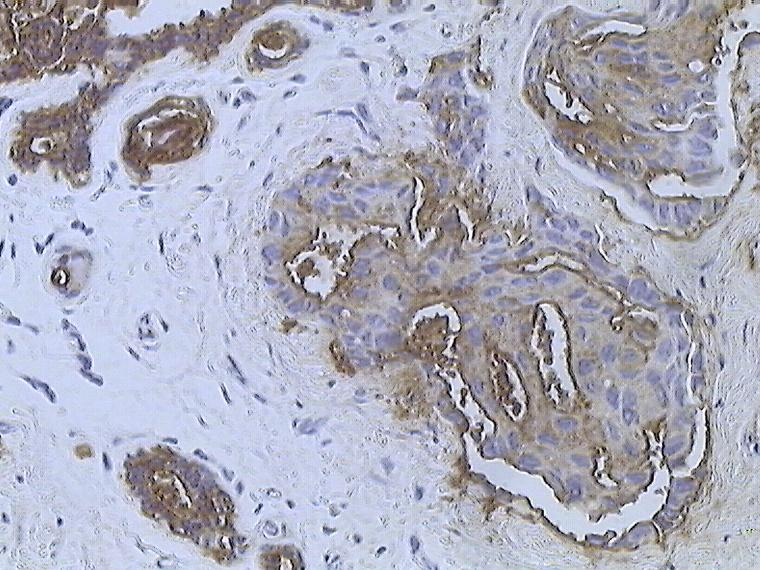
浸潤性乳管癌：抗MUC1抗体免疫染色

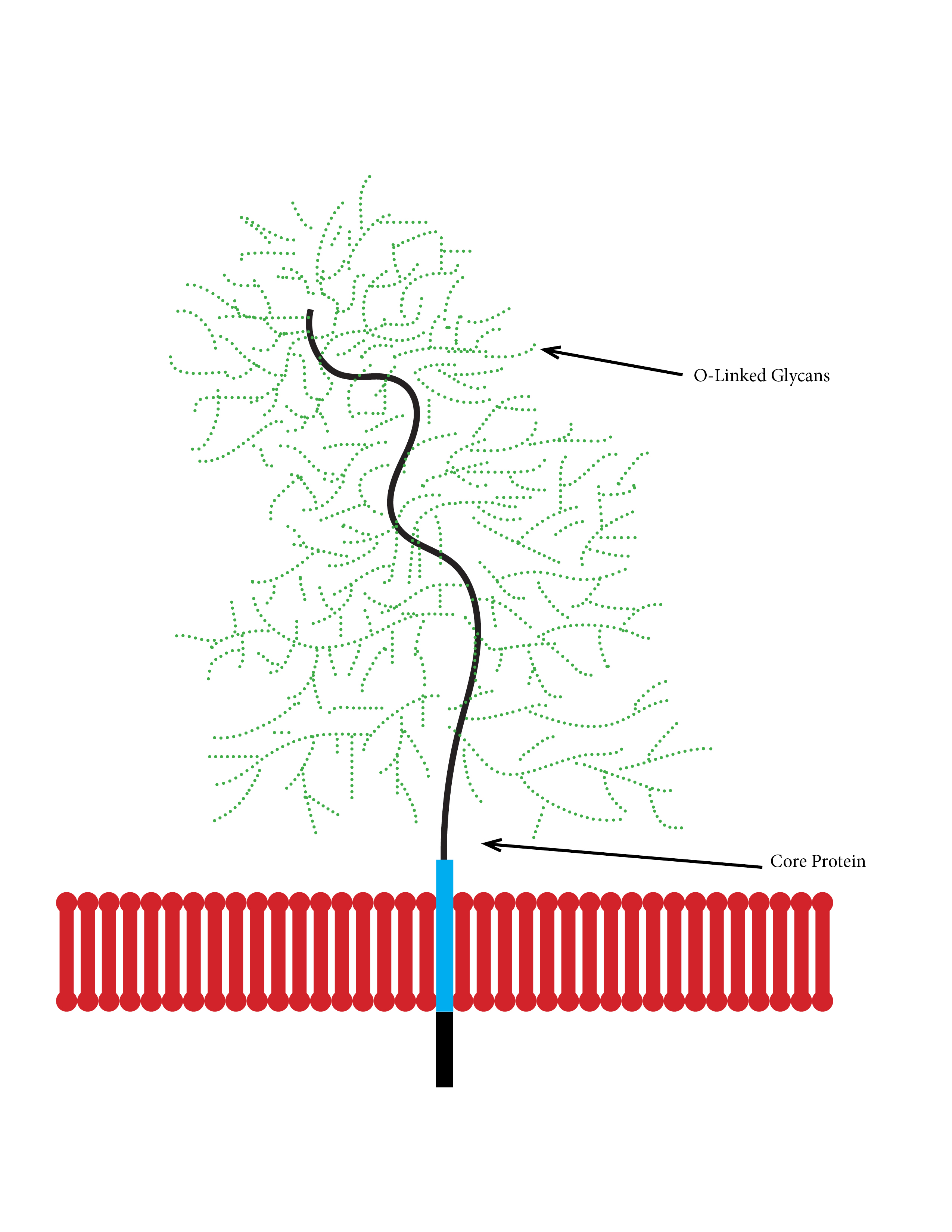
膜結合型ムチンの模式図：コア蛋白に大量の糖鎖が結合しグリコカリックスを形成する。

CA15-3は乳癌の血清腫瘍マーカーとして用いられる高分子ムチン抗原である。
糖鎖抗原15-3（英語: carbohydrate antigen 15-3）と呼ばれることもある。

## 生理的意義
CA15-3は、ヒト乳汁脂肪球膜上の糖蛋白MAM-6に対するモノクローナル抗体（115D8）とヒト乳癌肝転移細胞の膜成分にたいするモノクローナル抗体（DF3）で認識される高分子ムチン抗原である。
その実態は、膜結合型ムチンMUC1（mucin 1）蛋白の細胞外ドメインに由来する可溶性のムチンである。
ムチンはコア蛋白にO-結合型糖鎖が高密度に付加した高分子の糖蛋白であり、上皮の保護（物理的バリア、潤滑、保湿など）などの機能を持つ。
MUC1は全ての正常上皮細胞に広く発現している膜結合型ムチンである。
一般に、上皮性の悪性腫瘍（乳癌、卵巣癌、肺癌、肝臓癌、大腸癌、膵癌、など）ではMUC1の過剰発現がみられる。また、正常細胞では内腔に面して（頂端膜）MUC1が発現するが、癌化すると極性が失われ細胞全体に発現するようになる。また、悪性腫瘍では、MUC1の糖鎖の形成不全もおきており、異常な糖鎖抗原の生成やコア蛋白の露出がみられる。悪性腫瘍におけるMUC1の過剰発現や糖鎖の形成不全は転移・浸潤・血管新生・薬剤耐性などに関与すると考えられている。

## 検査の方法
CA15-3は、通常、静脈血血清を材料として、ECLIA法（電気化学発光免疫測定法）、CLEIA法（化学発光酵素免疫測定法）、CLIA法（化学発光免疫測定法）などの免疫学的検査法により測定される。

## 検査の意義
CA15-3は、CEAと並んで、乳癌で最もよく使用される血清腫瘍マーカーである。
CA15-3は、比較的に特異性は高いが、感度は低く、早期の乳癌例では殆どが陰性であり、診断の補助には用いられない。
主に、乳癌と確定診断された例での治療のモニターに使用される。
CA15-3高値は乳癌の予後不良に関連するとされる。
さらに、CA15-3は乳癌の腫瘍径や腋窩リンパ節転移と独立の危険因子ともいわれる。
乳癌患者で高値を認めた場合は、転移の存在を検索する必要がある。
乳癌術後に高値を認めた場合は再発を疑う。

## 基準値
腫瘍マーカーとしてのカットオフ値は、施設により異なるが、例をあげれば、27 U/mLないし30 U/mL未満とされる。
測定値の解釈には、測定実施施設で採用している基準値を参照されたい。

## 限界
乳癌以外の悪性腫瘍（卵巣癌、子宮癌、膵癌、肺癌、大腸癌、胃癌、前立腺癌など）でも上昇することがあり、卵巣癌の腫瘍マーカーとしても用いられることがある。
良性疾患（乳腺疾患、卵巣疾患、子宮内膜症、骨盤内炎症性疾患、肝炎、肝硬変、など）でも上昇することがある。
生理的変動
年齢差や性差、腎機能の影響はない。性周期の影響はあるが少ない。
妊娠や授乳の影響はないとされるが、妊娠中期から後期に軽度の上昇がみられるとの報告もある。
（なお、検査に使用される抗体により、妊娠や授乳で偽陽性となるものがあるとの報告もある。）

## 関連する検査
乳癌の血清腫瘍マーカーとしては、CA15-3以外に、CEA、NCC-ST439、BCA225、などがある。また、乳頭分泌液がある場合には乳頭分泌液中CEAが用いられることがある。
CA15-3はCEAとは動きが異なるので、感度を高めるためにCEAと組み合わせて測定されることがよくある。
また、CA15-3とCEAは乳癌の独立の予後因子であると報告されている。
| 乳癌での陽性率 | Ⅰ期  | Ⅱ期  | Ⅲ期  | Ⅳ期  | 良性疾患 |
| -------------- | ---- | ---- | ---- | ---- | -------- |
| CA15-3         | 16 % | 19 % | 35 % | 67 % | 0 %      |
| CEA            | 6 %  | 10 % | 22 % | 59 % | 1 %      |
| NCC-ST439      | 25 % | 30 % | 42 % | 56 % | 5 %      |